# Казанки
Казанки́ (до 1948 року — Атчєу́т, крим. Atçeut) — село в Україні, у Бахчисарайському районі Автономної Республіки Крим. Підпорядковане Поштівській селищній раді. Розташоване на півночі району.

## Населення
За даними перепису населення 2001 року, у селі мешкало 435 осіб. Мовний склад населення села був таким:
| Мова              | Число ос. | Відсоток |
| ----------------- | --------- | -------- |
| українська        | 14        | 3,22     |
| російська         | 343       | 78,85    |
| кримськотатарська | 73        | 16,78    |
| вірменська        | 4         | 0,92     |